# Pontresina
Pontresina (italienska/tyska) eller Puntraschigna (rätoromanska) är en ort och kommun i regionen Maloja i kantonen Graubünden, Schweiz. Kommunen har 2 077 invånare (2023). Den ligger i Val Bernina, en sidodal till  Oberengadin (Engiadin'Ota), och har flera stationer på Berninabanan mellan Schweiz och Italien.

## Språk
Det traditionella språket i Pontresina är det rätoromanska idiomet puter, men under 1800-talet började tyska språket vinna insteg, och redan 1880 var över halva befolkningen tyskspråkig. Antalet invånare med detta modersmål var vid folkräkningen 2000 lika många som 1880, men däremot var hela befolkningen sex gånger så stor: Rätoromanerna utgjorde alltså bara en tolftedel. En tredjedel av invånarna har utomschweiziskt ursprung, främst från Portugal, Tyskland och Italien. Skolundervisningen sker på både tyska och rätoromanska, enligt språkbadsmetoden. 

## Religion
Kyrkan blev reformert 1549. Som en följd av den stora inflyttningen är dock mer än halva befolkningen numera katoliker, och de har sedan 1923 en egen kyrka .